# Michel Fagadau
Michel Fagadau, né le 12 mars 1930 à Bucarest en Roumanie et mort le 10 février 2011 à Paris 15e,,, est un metteur en scène et adaptateur de théâtre français.

## Biographie
Fuyant la dictature qui sévit dans son pays natal, il arrive à Paris au début des années 1950 et est naturalisé français. Comme son collègue Edy Saiovici, il vit d'abord de travaux divers avant de pouvoir se consacrer à sa grande passion : le théâtre. Après avoir été comédien et metteur en scène, il devient directeur artistique du Théâtre de la Gaîté-Montparnasse de 1960 à 1990. 
En 1994, il succéda à Jacqueline Cormier à la direction de la Comédie des Champs-Élysées et du Studio des Champs-Élysées.
Il meurt le 10 février 2011 à 80 ans.

## Comédien
- 1957 : L'Autre Alexandre de Marguerite Liberaki, mise en scène Claude Régy, Théâtre de l'Alliance française

## Metteur en scène
- 1961 : Football de Pol Quentin et Georges Bellak, Théâtre de la Gaîté-Montparnasse
- 1962 : Zi'nico… ou les artificiers d'Eduardo De Filippo, Théâtre de la Gaîté-Montparnasse
- 1963 : La Crécelle de Charles Dyer, adaptation Albert Husson, Théâtre de la Gaîté-Montparnasse
- 1963 : Bon Week-End Monsieur Benett d'Arthur Watkyn, Théâtre Daunou
- 1964 : Les Ailes de la colombe de Christopher Taylor, Théâtre des Mathurins
- 1965 : Oreille privée et Œil public de Peter Shaffer, Théâtre de la Gaîté-Montparnasse
- 1965 : La Reine morte d'Henry de Montherlant, Comédie-Française
- 1966 : Le Knack d'Ann Jellicoe, Théâtre de la Gaîté-Montparnasse
- 1967 : La Vie sentimentale de Louis Velle, Théâtre des Ambassadeurs
- 1967 : La Promesse d'Alekseï Arbouzov, Théâtre de la Gaîté-Montparnasse
- 1968 : La Famille Tot d'István Örkény, Théâtre de la Gaîté-Montparnasse

- 1970 : Un jour dans la mort de Joe Egg de Peter Nichols, Théâtre de la Gaîté-Montparnasse
- 1971 : La Folle de Chaillot de Jean Giraudoux, Festival de Bellac
- 1971 : L'indien cherche le bronx et Sucre d'orge d'Israël Horovitz, Théâtre de la Gaîté-Montparnasse
- 1972 : Ne m'oubliez pas de Peter Nichols, Théâtre de la Renaissance
- 1972 : Un pape à New-York de John Guare, Théâtre de la Gaîté-Montparnasse
- 1973 : Le Premier d'Israël Horovitz, Théâtre de Poche Montparnasse
- 1973 : Le Borgne d'Eduardo Manet, Théâtre de l'Athénée-Louis-Jouvet
- 1973 : Butley de Simon Gray, Théâtre des Célestins, Théâtre de la Gaîté-Montparnasse
- 1974 : De l'influence des rayons gamma sur le comportement des marguerites de Paul Zindel, Théâtre La Bruyère
- 1974 : Un tramway nommé Désir de Tennessee Williams, Théâtre de l'Atelier
- 1975 : Le Borgne d'Eduardo Manet, Théâtre de l’Athénée
- 1976 : Tu es un chic type Charlie Brown de Clarck Gestner d'après Charles M. Schulz, Théâtre de la Gaîté-Montparnasse
- 1977 : Pauvre Assassin de Pavel Kohout, Théâtre de la Michodière
- 1977 : Elles… Steffy, Pomme, Jane et Vivi de Pam Gems (en), Théâtre de la Gaîté-Montparnasse
- 1978 : Simon le bienheureux de Simon Gray, Théâtre du Gymnase
- 1979 : Le Philanthrope de Christopher Hampton, Théâtre Montparnasse

- 1980 : Une drôle de vie de Brian Clark, Théâtre Antoine
- 1980 : La Folle de Chaillot de Jean Giraudoux, Théâtre de l'Odéon, Comédie-Française
- 1981 : Lorna et Ted de John Hale, Théâtre de Boulogne-Billancourt
- 1981 : La vie est trop courte d'André Roussin, Théâtre Daunou
- 1982 : Sherlock Holmes de William Gillette, Théâtre de Boulogne-Billancourt
- 1982 : L'Éducation de Rita de Willy Russel, Théâtre Marigny
- 1983 : Grand Père de Rémo Forlani, Théâtre de la Gaîté-Montparnasse
- 1983 : Mariage de George Bernard Shaw, Théâtre de Boulogne-Billancourt
- 1985 : Love de Murray Schisgal, Théâtre de la Gaîté-Montparnasse
- 1985 : Lorna et Ted de John Hale, Petit Marigny
- 1986 : La Gagne de Michel Fermaud, Théâtre de la Gaîté-Montparnasse
- 1986 : La Poule d'en face de J. F. Noonan, Théâtre de Poche Montparnasse
- 1986 : Maison de poupée d’Henrik Ibsen, Théâtre de Boulogne-Billancourt
- 1987 : Ce sacré bonheur de Jean Cosmos, Théâtre Montparnasse
- 1988 : Joe Egg de Peter Nichols, Théâtre de la Gaîté-Montparnasse
- 1989 : Faut pas tuer maman ! de Charlotte Keatley, Théâtre de la Gaîté-Montparnasse

- 1990 : Bon week-end, Monsieur Bennett d'Arthur Watkin, Théâtre Daunou
- 1991 : Enfin seuls ! de Lawrence Roman, Théâtre Saint-Georges
- 1991 : Maison de poupée d’Henrik Ibsen, Comédie Caumartin
- 1991 : Enfin seuls ! de Lawrence Roman, Théâtre Saint-Georges
- 1993 : La Mouette d'Anton Tchekhov, Théâtre de Boulogne-Billancourt
- 1994 : La Chatte sur un toit brûlant de Tennessee Williams, Petit Marigny

- 1994 : Entrée de secours de Gérald Aubert, Studio des Champs-Élysées
- 1995 : Noces de sable de Didier Van Cauwelaert, Studio des Champs-Élysées
- 1996 : Le Voyage de Gérald Aubert, Studio des Champs-Élysées
- 1996 : Colombe de Jean Anouilh, Comédie des Champs-Élysées
- 1997 : Du sexe de la femme comme champ de bataille de Matéi Visniec, Studio des Champs-Élysées
- 1997 : Les Marchands de gloire de Paul Nivoix, Marcel Pagnol et Robert Trebor, Comédie des Champs-Élysées
- 1998 : La Ménagerie de verre de Tennessee Williams, Studio des Champs-Élysées
- 1998 : Comme un écho de Donald Margulies, Studio des Champs-Élysées
- 1999 : Dîner entre amis de Donald Margulies, Comédie des Champs-Élysées

- 2000 : On ne sait comment de Luigi Pirandello, Comédie des Champs-Élysées
- 2000 : Karma de Jean-Louis Bourdon, Studio des Champs-Élysées
- 2000 : Les Petites Femmes de Maupassant de Roger Défossez, Studio des Champs-Élysées
- 2001 : L'Éducation de Rita de Willy Russel, Comédie des Champs-Élysées
- 2001 : Love de Murray Schisgal, Comédie des Champs-Élysées
- 2002 : Les Couleurs de la vie d'Andrew Bovell, Comédie des Champs-Élysées
- 2003 : Dans notre petite ville d'Aldo Nicolaï, Studio des Champs-Élysées
- 2004 : La Profession de Madame Waren de George Bernard Shaw, Comédie des Champs-Élysées
- 2004 : Café noir d'Agatha Christie, Comédie des Champs-Élysées
- 2004 : Brooklyn Boy de Donald Margulies, Théâtre des Champs-Élysées
- 2005 : Le Miroir d'Arthur Miller, Comédie des Champs-Élysées
- 2006 : Si tu mourais de Florian Zeller, Comédie des Champs-Élysées
- 2007 : Lorna et Ted de John Hale
- 2007 : En toute confiance de Donald Margulies, Comédie des Champs-Élysées
- 2008 : Le Plan B d'Andrew Payne, Studio des Champs-Élysées
- 2008 : Parle-moi d'amour de Philippe Claudel,  Comédie des Champs-Élysées
- 2008 : Dîner entre amis de Donald Margulies, Comédie des Champs-Élysées
- 2008 : L'Autre de Florian Zeller, Studio des Champs-Élysées
- 2008 : Cochons d’Indes de Sébastien Thiéry, Casino d'Enghien-les-Bains
- 2009 : L'Anniversaire de Harold Pinter, Comédie des Champs-Élysées
- 2009 : Le Démon de Hannah d'Antoine Rault, Comédie des Champs-Élysées
- 2009 : La Dernière Conférence de presse de Vivien Leigh de Marcy Lafferty, Comédie des Champs-Élysées
- 2010 : Colombe de Jean Anouilh, Comédie des Champs-Élysées
- 2011 : Le Nombril de Jean Anouilh, Comédie des Champs-Élysées